# Ropica barbieri
Ropica barbieri là một loài bọ cánh cứng trong họ Cerambycidae.